# Янив, Шай
Шай Яни́в (ивр. שי יניב‎; род. 21 декабря 1960, Тель-Авив, Израиль) — заместитель председателя Тель-Авивского окружного суда. 13-й председатель Военного апелляционного суда Израиля (с августа 2007 года по август 2016 год), генерал-майор запаса Армии обороны Израиля.

## Биография
Янив родился 21 декабря 1960 года в Тель-Авиве в семье Хаима и Хени, участников Войны за независимость Израиля, которую Хаим прошёл в качестве офицера инженерных войск, а Хени на службе в ВВС Израиля. В 1979 году окончил учёбу в школе «Ирони Йуд» в Тель-Авиве (ныне школа «Альянс»).
Учил юриспруденцию на факультете юриспруденции Тель-Авивского университета в рамках программы «академического резерва» (ивр. העתודה האקדמית‎), позволяющей получение отсрочки от службы в армии ради получения высшего образования для дальнейшей службы в армии по полученной специальности. В ходе учёбы был членом редакторского совета и заместителем главного редактора юридического журнала «Июней мишпат».
По получении степени бакалавра юриспруденции в 1983 году Янив поступил на службу в Военной прокуратуре в Армии обороны Израиля, где служил военным обвинителем и старшим помощником Главного военного обвинителя.
В 1984 году Янив прошёл экзамены на получение адвокатской лицензии.
В 1989 году, в возрасте 28 лет, был назначен судьёй военного суда, став на тот момент самым молодым судьёй в истории Государства Израиль.
Исполнял судебные должности в военных судах различных округов. В 1992 году также окончил учёбу на степень магистра юриспруденции в Тель-Авивском университете.
В 1997 году был назначен на должность Председателя (Президента) Военного суда Центрального военного округа и ВВС в звании полковника.
В 1999 году был назначен судьёй Военного апелляционного суда Израиля, а в 2002 году и заместителем Председателя данного суда. В 2005 году Яниву было присвоено звание бригадного генерала.
14 августа 2007 года Яниву было присвоено звание генерал-майора, и он был назначен Председателем (Президентом) Военного апелляционного суда Израиля, сменив на посту генерал-майора Ишая Бера. Исполнял эту должность до 27 июля 2016 года, после чего генерал-майор Дорон Фейлес сменил Янива на данном посту, а Янив был назначен судьёй Тель-Авивского окружного суда, начиная с 28 июля 2016 года.
С 2001 по 2016 год Янив преподавал военное право на факультете юриспруденции Еврейского университета в Иерусалиме, а с 2014 по 2016 год и на факультете юриспруденции Тель-Авивского университета.
12 июля 2022 года был назначен заместителем председателя Тель-Авивского окружного суда.
Женат, отец троих детей. Проживает в Тель-Авиве.

## Обзор судебной практики
В своих постановлениях на посту Председателя Военного апелляционного суда Янив разработал и укоренил правило «нормативной гармонии», в соответствии с которым нормы военного права и судопроизводства должны толковаться в соответствии с параллельными нормами права и судопроизводства, применимыми в гражданских судах, если иного не требуют особые характеристики военной службы. Примером тому могут послужить постановления Янива в отношении оснований избрания меры пресечения в виде заключения под стражу: если в более ранней практике военных судов общая превенция военнослужащих и негативные последствия освобождения подозреваемого или подсудимого из-под стражи на армейскую дисциплину считались возможными основаниями избрания такой меры (вопреки практике гражданских судов, признающей такие соображения неуместными), Янив сдвинул фокус рассмотрения подобных вопросов в сторону соображений специальной превенции, рассматриваемых, как и в гражданской системе уголовного правосудия, в свете индивидуальной общественной опасности конкретного подозреваемого или подсудимого, хоть и принимая во внимание особенности выражения общественной опасности в рамках военной службы.
Янив разработал критерии в отношении привлечения к уголовной ответственности по обвинению в «недостойном поведении» — преступлении на основании статьи 130 Закона о военном судопроизводстве, определение состава которого неоднократно вызывало споры среди военных юристов. Помимо прочего, Янив постановил, что звание и статус военнослужащего неизбежно влияют на восприятие и оценку его аморальных действий подчинёнными, что в свою очередь влияет и на вопрос оправданности привлечения военнослужащего к уголовной ответственности за «недостойное поведение», а также на меру наказания за такое поведение.
Янив постановил, что при выборе наказания за преступление следует рассматривать вопрос меры снижения в воинском звании в свете принципа соразмерности такой меры степени несостоятельности осуждённого как командира, выраженной в его проступке и обстоятельствах правонарушения.
Подход Янива к избранию меры наказания за совершение военнослужащими несанкционированных действий насильственного характера в отношении палестинского населения в ходе Интифады Аль-Аксы отражал необходимость проведения баланса между пониманием сложности боевой миссии, возложенной на солдат, дислоцированных в точках соприкосновения с враждебно настроенным населением, и осознанием опасности, грозящей основам армейской дисциплины и общественному доверию к Армии обороны Израиля при попустительском отношении к подобного рода инцидентам.

## Публикации
- Янив Ш, капитан. Возложение на военнослужащих обязанности прохождения проверки на обнаружение употребления и хранения запрещённых наркотических средств (иврит) = הטלת חובה על חיילים להבדק לגילוי שימוש או החזקה בסמים מסוכנים // Мишпат ве-цава. — 1988. — Num. 9. — P. 135—159. Архивировано 8 мая 2022 года.
- Янив Ш. Соглашения о признании вины с судейской перспективы — перемены и последствия // Фестшрифт Элияху Маца = הסדרי טיעון מהזווית השיפוטית — שינויים והשלכות // ספר אליהו מצא (иврит) / под ред. А .Барака, А. Прокаччи, Ш. Ханнеса, Р. Гилади. — Сригим-Ли-Он: Нево, 2015. — С. 341—372. — ISBN 9789654421317.
- Янив Ш. Взгляд на вклад военного права в развитие общего права // Фестшрифт Тиркеля: Исследования о философии, теории и праве = מבט על תרומת המשפט הצבאי להתפתחות הדין הכללי // ספר טירקל: פרקי הגות, עיון ומשפט (иврит) / под ред. А .Барака, К. К. Йефет, Э. Рубинштейна. — Цафририм: Нево, 2020. — С. 381—402. — ISBN 9789654421850.
- Янив Ш. Амнистия до судебного процесса? Дело о маршруте номер 300 и выводы из него // 75 лет независимости в праве = חנינה לפני משפט? פרשת קו 300 ולקחיה // 75 שנות עצמאות במשפט (иврит) / под ред. Д .Барак-Эрез. — Управление судебной системы Израиля, 2023. — С. 647—652. — ISBN 9789654422444. Архивировано 28 марта 2023 года.